# Outpainting
Outpainting ist eine Form der Bilderzeugung, bei der eine generative Künstliche Intelligenz dazu verwendet wird, ein bestehendes Bild zu erweitern, indem Inhalte außerhalb des ursprünglichen Bildbereiches hinzugefügt werden. Im Gegensatz zum Inpainting, bei dem fehlende Teile eines Bildes wiederhergestellt werden, zielt das Outpainting darauf ab, den Bildinhalt durch Hinzufügen von mehr Umgebung oder Kontext zu erweitern.
Der Algorithmus hat aus einem Datensatz von Bildern und dazugehörigen Attribuierungen gelernt, wie vergleichbare Bilder typischerweise aussehen und fügt dann die entsprechende virtuelle Bildinformation hinzu.
Ein Beispiel für Outpainting könnte sein, dass ein Algorithmus aufgefordert wird, ein Bild eines Hauses um den angrenzenden Garten oder die Landschaft zu erweitern, um das gesamte Szenario darzustellen. Die Hinzufügungen können unter Umständen auf Wunsch noch modifiziert werden, um zum Beispiel mehr Bäume oder weniger Schatten in den ergänzten Bildbereichen zu zeigen.
Outpainting hat verschiedene Anwendungsbereiche, wie zum Beispiel die Erweiterung von Landschaftsbildern, die Schaffung von realistischen Hintergründen für Filme oder Spiele oder die Verbesserung von Bildern für Bildbearbeitungssoftware.